# Jílovice (ort i Tjeckien, Södra Böhmen)
Jílovice är en ort i Tjeckien.   Den ligger i regionen Södra Böhmen, i den södra delen av landet, 130 km söder om huvudstaden Prag. Jílovice ligger 492 meter över havet och antalet invånare är 870.
Terrängen runt Jílovice är platt.Runt Jílovice är det glesbefolkat, med 15 invånare per kvadratkilometer. Närmaste större samhälle är Borovany, 6,3 km väster om Jílovice. I omgivningarna runt Jílovice växer i huvudsak blandskog.